# Chi Chern
Czcigodny Chi Chern, imię świeckie Zhou Mingtian (chiń. 周明添; pinyin Zhōu Míngtiān) – jest pierwszym spadkobiercą Dharmy odnowiciela współczesnego buddyzmu chan Mistrza Chan Sheng Yena. W Malezji i Singapurze jest jednym z najbardziej szanowanych nauczycieli medytacji.
Urodził się w Malezji, gdzie też przyjął święcenia buddyjskiego mnicha z rąk Mistrza Zhu Mo (Chuk Mor) w Penang. Następnie udał się na Tajwan, by studiować na Foguang University.
W 1980 uczestnicząc w czterotygodniowym odosobnieniu medytacyjnym prowadzonym przez Mistrza Chan Sheng Yena miał głębokie doświadczenie duchowe. Powrócił do Malezji, by tam nauczać Dharmy. Sześć lat później podczas ponownego pobytu na Tajwanie otrzymał z rąk Mistrza Chan Sheng Yena prawo nauczania. Jego buddyjskie imię to Chuan Xian Jian Mi.
Chi Chern Fa Shi obecnie przebywa w Malezji, gdzie kieruje tamtejszym Malaysian Buddhist Institute.